# 298 Baptistina
298 Baptistina este un asteroid din centura principală, descoperit pe 9 septembrie 1890, de Auguste Charlois.